# Музей російської гармоніки
Музей російської гармоніки  — один з музичних музеїв столиці Росії, філія Державного історичного музею.

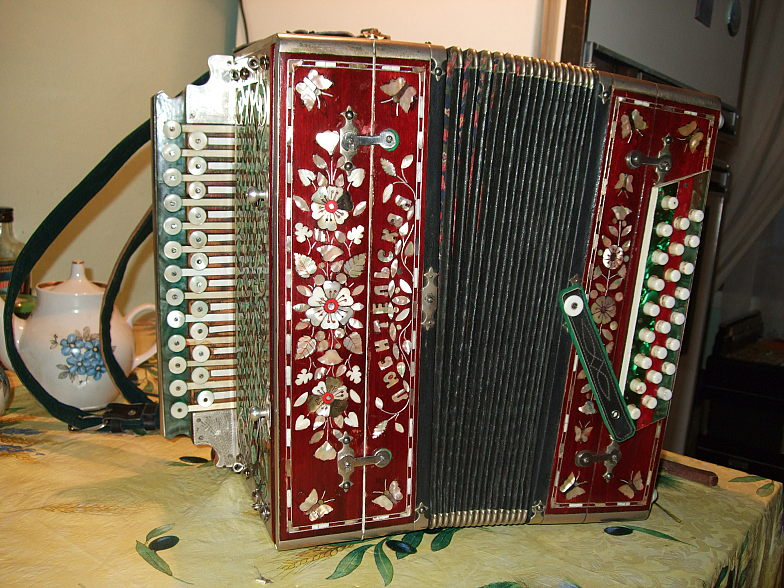
Російська гармоніка

Засновником музею був академік Мірек Альфред Мартинович, що походив з Австрійської імперії. В Москві він оселився ще до перевороту 1917 р. В фондах музею — гармоні різних розмірів і різних місць виробництва.